# Veikko Peräsalo
Veikko Peräsalo (Finlandia, 1 de febrero de 1912-25 de agosto de 1992) fue un atleta finlandés especializado en la prueba de salto de altura, en la que consiguió ser medallista de bronce europeo en 1938.

## Carrera deportiva
En el Campeonato Europeo de Atletismo de 1934 ganó la medalla de bronce en el salto de altura, con un salto por encima de 1.97 metros, tras su paisano finlandés Kalevi Kotkas (oro con 2.00 metros) y el noruego Birger Halvorsen (plata también con 1.97 metros pero en menos intentos).